# Acrapex simbaensis
Acrapex simbaensis är en fjärilsart som beskrevs av Le Cerf 1922. Acrapex simbaensis ingår i släktet Acrapex och familjen nattflyn. Inga underarter finns listade i Catalogue of Life.